# Șamșud
Șamșud é uma comuna romena localizada no distrito de Sălaj, na região histórica da Crișana (parte da Transilvânia). A comuna possui uma área de 17.60 km² e sua população era de 1795 habitantes segundo o censo de 2007.